# Kutandija
Kutandija (lat. Cutandia), biljni rod iz porodice trava. Rod se sastoji se od šest vrste jednogodišnjeg raslinja raširenog oid Srednje Azije i na zapad do Mediterana i Sjeverne Afrike.
U Hrvatskoj, gdje je kritično ugrožena raste primorska kutandija, C. maritima.

## Vrste
1. Cutandia dichotoma (Forssk.) Trab.
2. Cutandia divaricata (Desf.) Barbey
3. Cutandia maritima (L.) Benth.
4. Cutandia memphitica (Spreng.) Benth.
5. Cutandia rigescens (Grossh.) Tzvelev
6. Cutandia stenostachya (Boiss.) Stace